# Arenarba fusca
Arenarba fusca là một loài bướm đêm trong họ Noctuidae.